# Organon

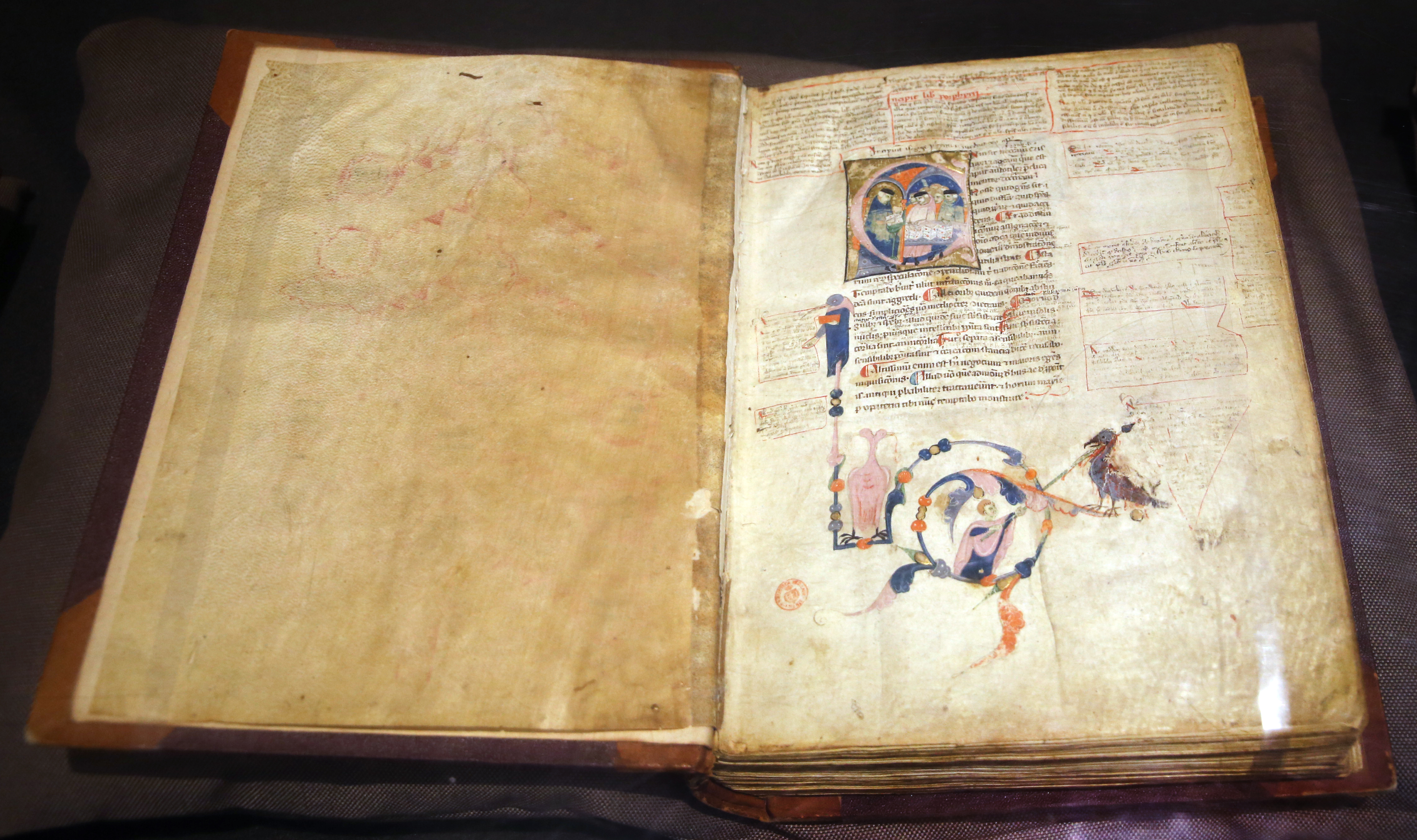
Organon

Organon (do grego, ὄργανον) é o nome tradicionalmente dado ao conjunto das obras sobre lógica de Aristóteles. Significa "instrumento" ou “ferramenta” porque os peripatéticos consideravam que a lógica era um instrumento da filosofia e, a partir daí, passaram a designar o conjunto de textos de Aristóteles a esse respeito. Com essa denominação, os peripatéticos da Antiguidade Tardia marcavam uma diferença com relação aos estoicos, que por sua vez tomavam a lógica como uma parte da filosofia.
O Órganon abre o Corpus aristotelicum e é composto pelos livros: Categorias, Da Interpretação, Analíticos Anteriores, Analíticos Posteriores, Tópicos e Refutações Sofísticas.
O próprio Aristóteles não designou que esses livros formassem um conjunto, muito menos deu um título único que os englobasse, mas essa tradição tem suas bases na antiguidade. Justamente por ocupar a primeira posição na leitura das obras de Aristóteles, o conjunto recebeu mais atenção que todo o resto das suas obras, sendo proporcionalmente mais reproduzida e comentada que as demais.

## Composição e Ordem Interna
Atualmente, as seguintes obras de Aristóteles compõem o Órganon, nesta ordem. Vai ao lado a ideia que normalmente se tem da obra:
1. Categorias: tratado sobre os termos tomados individualmente (por exemplo, “homem”, “branco”);
2. Da Interpretação (mais conhecido pelo título latino De Interpretatione): tratado sobre os enunciados (p.ex.: “homem é branco”);
3. Analíticos anteriores (também chamados de Primeiros Analíticos), em 2 livros: tratado sobre o raciocínio (em grego, συλλογισμός, silogismo, também traduzido por “dedução”. Exemplo de silogismo: “Todo animal é mortal”, “Todo homem é animal”, logo “Todo homem é mortal”);
4. Analíticos posteriores (também chamados de Segundos Analíticos), em 2 livros: tratado do raciocínio científico (ou demonstração ou silogismo demonstrativo);
5. Tópicos, em 8 livros: manual para debates de opiniões aceitas pela sociedade (silogismo dialético);
6. Elencos Sofísticos (também conhecidos como Refutações Sofísticas): manual para perceber erros argumentativos e solucioná-los.

Essa composição, porém, não é unânime. Muitos antigos e medievais, principalmente siríacos e árabes, incluíam nesse conjunto também a Retórica e a Poética. Por outro lado, uma ou outra obra, ou parte de obra, já foi considerada inautêntica (ou seja, não escrita pelo próprio Aristóteles), o que implicaria tirá-la do conjunto. Ademais, o Isagoge de Porfírio é uma introdução às Categorias que muitas vezes  foi editado junto às outras, mas sempre demarcando-se, obviamente, que não se tratava de uma obra de Aristóteles. Assim, havia uma versão longa desse conjunto com a seguinte ordem: 1º: Isagoge, 2º: Cat., 3º: De Int., 4º: An.Ant., 5º: An. Pos., 6º: Tóp., 7º: El.Sof., 8º: Retórica, 9º: Poética.
Em todo caso, porém, os estudiosos hoje se referem a somente as seis obras acima quando falam sem especificar de Órganon.
Os títulos das obras que compõem o conjunto também podem ser discutidos, pois os Analíticos anteriores e os Analíticos posteriores são citados por Aristóteles como uma única obra, cujo nome seria “Analíticos” simplesmente e os Elencos sofísticos são considerados um nono livro dos Tópicos. A rigor, então, seriam quatro obras. Entretanto, vem desde a Antiguidade e ainda hoje é seguida a tradição de dividir em dois Analíticos e de separar os Elencos sofísticos dos Tópicos.
Existem outras formas de ordenar internamente as obras. Começar as edições do Organon (e de todo o Corpus Aristotélico) pelas Categorias é quase uma unanimidade. Existe, contudo, a seguinte ordem, presente no catálogo de um certo Ptolomeuː 1º: Cat., 2º: De Int., 3º: Tóp., 4º: An.Ant., 5º: An.Pos. e 6º: El.Sof.  E é possível também pensar numa ordem em que as Categorias estejam imediatamente antes dos Tópicos, fazendo jus a um dos seus antigos títulos (algo como “Pré-Tópicos”). Não há, em todo o caso, um critério cronológico ao assim ordenar o Órganon.
Sabe-se que não antes dos neoplatônicos, no século IV, a ordem acima foi estabelecida e o critério deles de ordenação segue uma preocupação pedagógica, segundo o seguinte pensamento: a demonstração é o assunto principal da lógica; portanto, antes de chegarmos a ela, devemos estudar seus elementos, a saber, os termos, as proposições e o silogismo em geral; cada um desses assuntos é tema de uma obra, a saber, das Categorias, o Da Interpretação e os Analíticos Anteriores, respectivamente. E é óbvio que se deve começar do mais elementar até chegar à demonstração; por isso, a ordem Cat., Int., AAn e APo. Em seguida, deve-se estudar algumas coisas que, de alguma forma, nos ajudam a evitar o que não é demonstração, pois são coisas que podem se parecer com demonstração, sem o ser verdadeiramente; daí o estudo da dialética e da sofística em Tópicos e Elencos Sofísticos".

## Unidade, Posição noCorpus Aristotelicume Título
Se Aristóteles escreveu cada uma das seis obras, ele não escreveu, contudo, um “Órganon”, no sentido de que ele nunca pensou em separar tais obras das demais pondo-as em um conjunto, nem em dar-lhes um único título, nem em assim ordená-las.
Não há uma unidade original no Órganon. No entanto, é fácil ver certa unidade entre os Analíticos e os Tópicos, pelos assuntos abordados, pela terminologia usada e pelas mútuas referências. O Da Interpretação e principalmente as Categorias, porém, entram no conjunto forçadamente; inclusive, no catálogo das obras de Aristóteles presente em Diógenes Laércio, que, por sua vez, é uma cópia de um catálogo helenista, as Categorias e o Da Interpretação aparecem separados dos demais.
Não se sabe quem foi o primeiro a juntar essas seis obras. É difícil que tenha sido Andrônico de Rodes, crucial editor do Corpus no século I antes de Cristo, porque ele considerava todo o De Interpretatione inautêntico.
Porém, a ideia de posicionar as obras lógicas no começo de todas as obras de Aristóteles com certeza veio de Andrônico. Sabe-se que ele fez uma edição muito organizada na qual os livros eram arranjados segundo temas comuns e que ele considerava que a lógica deveria ser estudada primeiro. Essa escolha de Andrônico garantiu um lugar de destaque para o Órganon dentre todas as demais obras de Aristóteles e é uma das principais razões por que este foi mais conservado, traduzido e comentado do que as demais.
Usar a palavra Órganon para intitular esse conjunto só veio a acontecer a partir do século XV com os comentadores latinos. Contudo, já no século VI d.C., vemos Amônio, filho de Hermias, e seu discípulo João Filopono classificar tais obras, junto com a Retórica e a Poética, de “instrumentais”.

## Instrumentalidade da lógica
Apesar da forte tradição, o próprio Aristóteles também nunca declarou expressamente que o raciocínio ou a demonstração (que, por sua vez, são estudados por aquilo que depois dele recebeu o nome "lógica") eram um instrumento para as ciências.
Na Antiguidade Tardia, no entanto, alguns comentadores, inclusive não aristotélicos como Diógenes Laércio, atribuíam essa doutrina a Aristóteles; Alexandre de Afrodísias assume abertamente que o filósofo assim pensava.
Já que atualmente não se considera que Aristóteles tenha nomeado a disciplina que estuda raciocínios de instrumento, não se sabe ao certo quando teriam começado essa ideia. Tem ganhado aceitação, porém, a tese de que foi o editor Andrônico de Rodes; a argumentação passa pelo fato que ele teria considerado que a lógica deveria ser estudada primeiro justamente porque é preciso conhecer o instrumento de trabalho para melhor cumprir sua função.
Seja como for, desde Alexandre de Afrodísia (ver início de seus Comentários aos Analíticos Anteriores), a instrumentalidade da lógica aparece também em contextos críticos contra a lógica estoica. Zenão de Cítio, fundador do estoicismo, dividia a filosofia em três partes: a física, a ética e a lógica e as relacionavam entre si de modo sistemático. A lógica seria parte da filosofia, que se retirada mutilaria a própria filosofia, e não um instrumento exterior, que, por mais útil que seja, não faria falta à verdade. Os seguidores de Aristóteles se lançam contra essa ideia e defendem que a lógica é antes uma ferramenta.
Há uma ideia alternativa que é atribuída a Platão e que foi adotada pelos neoplatônicos a partir do século V: a de que a lógica era tanto instrumento quanto parte da filosofia; essa ideia também aparece em Boécio, século VI.

## Manuscritos mais importantes e Edições críticas
Os manuscritos do Órganon são, proporcionalmente, bem mais numerosos que os do resto do Corpus. Dos mais de mil manuscritos gregos restantes, cerca de duzentos e  cinquenta (um quarto) possuem ou alguma obra do Órganon, ou ele todo, embora este só corresponda a cerca de um décimo de todas as obras restantes de Aristóteles.
Os manuscritos mais importantes para as edições contemporâneas do Organon são o A=Vaticanus Urbinas 35, do ano de 901, B= Marcianus 201, de 955 e o n=Ambrosianus 490 (L 93 sup.), do século IX. A letra inicial signifa a família de manuscritos e o nome em latim, o local onde se encontra.
Edições críticas são edições em língua original nas quais se comparam diversos manuscritos e se notifica à no rodapé as variações, os pontos de discordância, entre eles. Existe uma edição crítica exclusiva do Órganon, ainda hoje reimpressa:
WAITZ, Th. Organon graece, novis codicum auxiliis adiutus recognovit, scholiis ineditis et commentario instruxit Theodorus Waitz. Leipzig: 1844-6. Vol. 1: Categoriae, De Interpretation, Analytica priora. Vol. 2: Analytica posteriora, Topica, Elenchi Sophistici.
Mas também há, obviamente, edições críticas do Órganon em edições completas do Corpus Aristotelicum.

## Traduções para línguas modernas
É comum ver traduções separadas dos livros do Órganon, mas traduções completas, em uma mesma edição, são mais raras. Abaixo, algumas traduções completas.

### Português
- Órganon. Tradução do grego e notas de Pinharanda Gomes. Lisboa: Guimarães Editores, 1987.
- Órganon. Tradução do grego, textos adicionais e notas de Edson Bini. Bauru: Edipro, 2016. ISBN: 9788572838955.

### Francês
- TRICOT,  J. (Editor). Aristote, Organon. Paris: 1946-50. Volume 1: Catégories; v. 2: De l’interprétation; v. 3: Premiers Analytiques; v.4: Seconds Analytiques; v.5: Topiques; v.6: Les Réfutarions sophistiques.

### Italiano
- COLLI, Giorgio (tradutor). Aristotele, Organon. Torino: Einaudi, 1955.